# Österreichische Eishockey-Meisterschaft 1937/38
Die Saison 1937/38 war die 16. Austragung der österreichischen Eishockey-Meisterschaft, die vom ÖEHV organisiert wurde. Die Österreichische Meisterschaft gewann der EK Engelmann Wien.

## Staatsmeisterschaft
| 5. Januar 1938 | EK Engelmann | 2:0 (1:0, 0:0, 1:0) | Klagenfurter AC | Wörthersee Zuschauer: 2000 |

| 8. Januar 1938 | EK Engelmann | 2:0 (1:0, 0:0, 1:0) | Leoben | Leoben Zuschauer: 350 |

| 12. Januar 1938 | Klagenfurter AC | 1:0 (0:0, 1:0, 0:0) | Leoben | Klagenfurt Zuschauer: 1500 |

| 19. Januar 1938 | Wiener Eislauf-Verein | 1:2 (0:1, 1:0, 0:1) | Klagenfurter AC | Klagenfurt Zuschauer: 2000 |

| 28. Januar 1938 | EK Engelmann | 1:1 (0:1, 0:0, 1:0) | Wiener Eislauf-Verein | Engelmann-Platz, Wien Zuschauer: 2500 |

| 2. Februar 1938 | EK Engelmann | 5:0 (1:0, 3:0, 1:0) | Klagenfurter AC | Engelmann-Platz, Wien Zuschauer: 1200 |

| 3. Februar 1938 | Wiener Eislauf-Verein | 6:0 (2:0, 2:0, 2:0) | Klagenfurter AC | WEV-Platz, Wien Zuschauer: 600 |

| 1. März 1938 | EK Engelmann Hans Tatzer (3.) Otto Voit Franz Zehetmayer | 3:2 (1:1, 2:1, 0:0) | Wiener Eislauf-Verein Oskar Nowak Fritz Demmer | Engelmann-Platz, Wien Zuschauer: 800 |

| Pl. |                             | Sp | S | U | N | Tore  | Punkte |
| 1.  | EK Engelmann Wien (EKE)     | 5  | 4 | 1 | 0 | 13:03 | 9      |
| 2.  | Klagenfurter AC (KAC)       | 5  | 2 | 0 | 3 | 14:03 | 4      |
| 3.  | Wiener Eislauf-Verein (WEV) | 4  | 1 | 1 | 2 | 10:06 | 3      |
| 4.  | DSV Leoben                  | 2  | 0 | 0 | 2 | 00:03 | 0      |

Abkürzungen: Pl. = Platz, Sp = Spiele, S = Siege, U = Unentschieden, N = Niederlagen
Erläuterungen: Meister 

## Meisterkader des EK Engelmann
| Österreichischer Meister EK Engelmann | Karl Oerdögh, Josef Wurm Franz Csöngei – Aribert Heim, Johann Gartner Hubert Tschammler – Hans Tatzer – Hans Schneider Otto Voit – Franz Zehetmayer – Hans Glück Ersatz: Johann Proksch, Josef Hintermayer |